# Соколовська Яніна Лазарівна
Яніна Соколовська (7 червня 1971, Київ, Україна) — українська журналістка, політологиня, редакторка. Засновниця та керівниця медіапорталу «Izvestia in Ukraine», до якого входять сайти «Ізвєстія в Україні», «Ізвєстія-Ізраїль» і «Леді». 
Співзасновниця Ліги експертів і політологів України, Грузії та Балтії, а також Клубу головних редакторів цих країн.

## Життєпис
Народилася 7 червня 1971 року в Києві. Киянка в 11-му поколінні, за сімейною легендою — нащадок родин Михайлових (візницький бізнес) і Ясько (виробництво цегли).
- 1986–1990 — навчалася в Київський технікум електронних приладів за спеціальністю «метрологія», закінчила з відзнакою.
- 1987–1990 — працювала лаборанткою у лабораторії радіотехнічних вимірювань.
- 1990–1992 — редакторка радіомовлення ВО «Октава».
- 1992–1994 — оглядачка, завідувачка економічного відділу газети «Комсомольское знамя» (пізніше — «Незалежність»).[2]
- 1992–1997 — навчалася у Львівському поліграфічному інституті, спеціальність — журналістика, редагування, видавнича справа.
- 1994–2014 — голова українського бюро і власна кореспондентка газети «Известия» в Україні.[3]
- 2014–2018 — працювала кореспонденткою в Україні для одного з міжнародних видань.

Як політологиня брала участь у телеефірах українських телеканалів ICTV, Прямий, Еспресо.
Також з'являлася в ефірах іноземних телеканалів, де представляла позицію, яку сама називала «проукраїнською».
Була модераторкою панельних дискусій на Європейському економічному форумі в Жешуві, читала лекції у КНУ, УКУ, ЛНУ, співпрацювала з міжнародними освітніми фондами.
Публікувалася у низці міжнародних ЗМІ, зокрема в Time, Yomiuri Shimbun, Asahi, BBC, Радіо Свобода.
Авторка кількох журналістських серіалів:
- про зону аварії на ЧАЕС;[6]
- про уранові копальні України («Уранія — особлива зона країни»);[7]
- про права людини в інтернатах і закладах закритого типу.

Проводила журналістські розслідування:
- «Тромб в кредитній вені» (1993), після якого було скликано спеціальне засідання Верховної Ради;
- справу про загибель журналіста Петра Шевченка[8];
- львівську «справу дітей» про ймовірне викрадення дітей з інтернатів.[9]

## Нагороди
У 2010 році газета «Ізвєстія в Україні» під керівництвом Соколовської отримала відзнаку «Газета року» в межах української премії «Людина року-2010»
У 2012 році на Форумі європейських та азійських медіа (ФЄАМ) Яніна Соколовська отримала приз як головний редактор найуспішнішого видання Форуму.
Яніна Соколовська — повний кавалер орденів Нестора Літописця, володар Золотих відзнак Національної спілки журналістів України та Верховної Ради України. Вручення відбулося до 95-річчя газети «Известия» в Україні.

## Конфлікти
У січні 2001 року на Соколовську було скоєно напад, внаслідок чого вона отримала ножові поранення. Справу було відкрито за статтею про загрозу життю, проте особу нападника не встановлено. Того ж року редакція сайту «Мігньюз» відзначила її в номінації «За мужність» як журналістку року.
У липні 2023 року, за повідомленнями низки українських та іноземних ЗМІ, у Російській Федерації було відкрито кримінальне провадження стосовно Соколовської на підставі звинувачень у поширенні недостовірної інформації про дії збройних сил РФ.
У жовтні 2024 року російські джерела повідомляли про внесення її до переліку осіб, що розшукуються в межах відповідного провадження.
У лютому 2025 року низка ЗМІ поширила інформацію про рішення суду в Російській Федерації щодо заочного засудження Соколовської до 7,5 років ув'язнення за тією ж статтею. Незалежних підтверджень цієї інформації на момент публікації не було.

## Критика
Прибічники партії «Слуга народу» критикували Яніну Соколовську за симпатії до
проукраїнської політичної партії ЄС «Європейська Солідарність»
Згідно з публікацією німецького видання Berliner Zeitung, Яніна Соколовська -
унікальна і єдина відома персона, яка одночасно має політичне переслідування з
боку влади і в Росії, і в Україні.